# برونو سیلوا (بازیکن فوتبال، زاده ۱۹۹۲)
برونو سیلوا (پرتغالی: Bruno Silva؛ زادهٔ ۱۴ سپتامبر ۱۹۹۲) بازیکن فوتبال اهل برزیل است.